# Porcelana de Vincennes
La fábrica de porcelana de Vincennes se estableció en 1740 en el antiguo castillo real de Vincennes, en Vincennes, al este de París, que fue desde el principio el principal mercado para sus productos.

## Historia
El empresario responsable en un primer momento, Claude-Humbert Gérin, estableció talleres y empleó a artesanos de la manufactura de Chantilly, cuyo mecenas, el duque de Borbón, había fallecido recientemente. Cuando se mostraron al marqués de Châtelet las primeras piezas de prueba, éste acordó con Orry de Fulvy, hermano de un superintendente de los edificios reales, la instalación de una fábrica en los locales del castillo real en desuso para fabricar una porcelana de pasta blanda de un blanco brillante. 

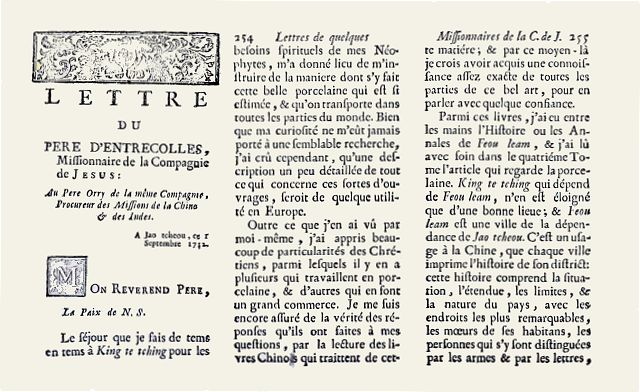
Sección de una carta de Francois Xavier d'Entrecolles sobre las técnicas de fabricación de porcelana china, 1712, reeditada por Jean-Baptiste du Halde en 1735.

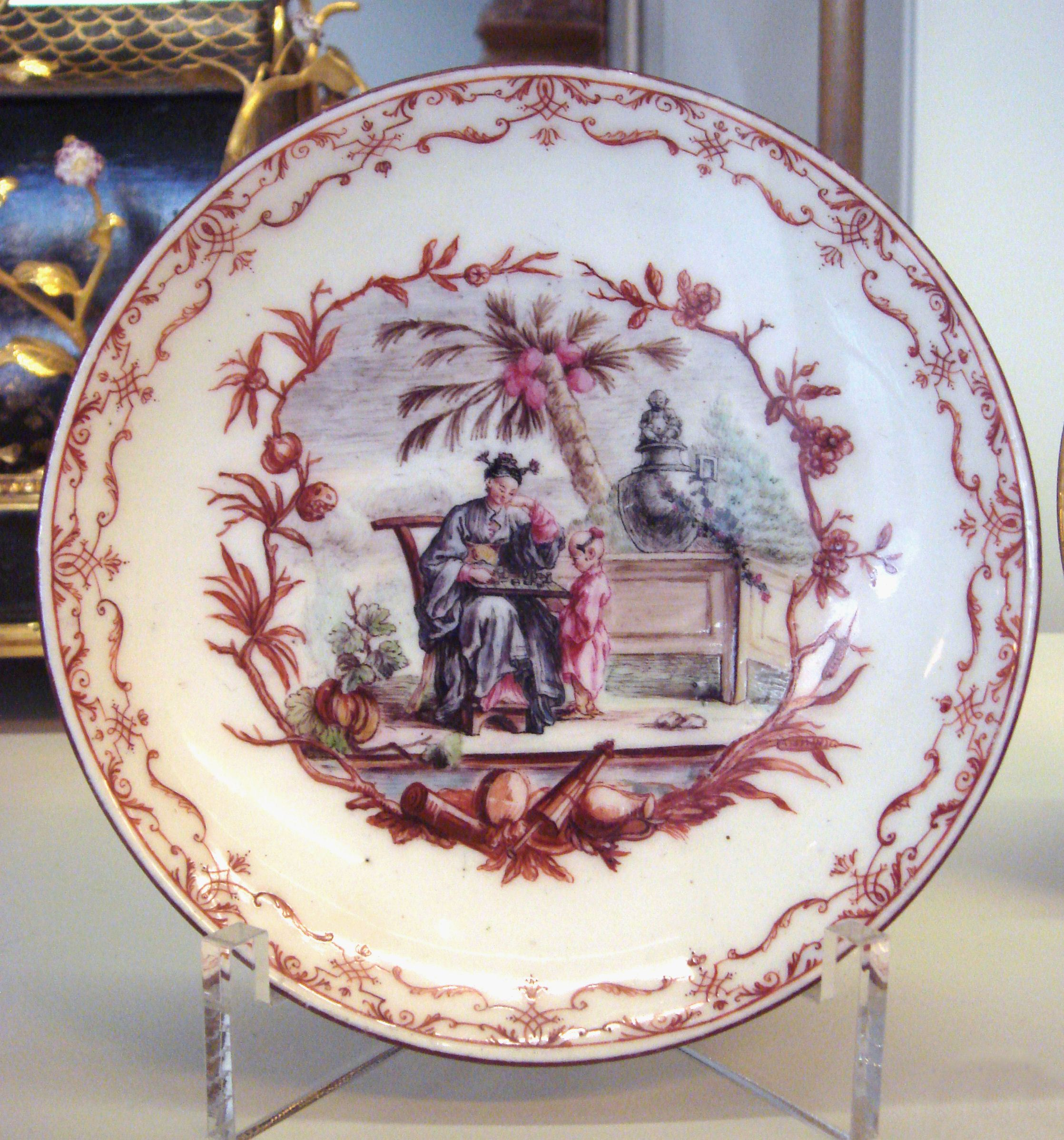
Plato de porcelana blanda de Vincennes, 1749-1753.

Los secretos de fabricación chinos para la fabricación de porcelana fueron revelados por el padre jesuita François Xavier d'Entrecolles en 1712, y publicados abiertamente en 1735. Un ingrediente de la porcelana era el caolín; la fábrica de porcelana de Meißen, cerca de Dresde, aprovechaba los primeros yacimientos de caolín identificados en Europa, pero la porcelana de pasta dura en Francia tuvo que esperar al primer caolín francés, descubierto cerca de Limoges a finales del siglo XVIII.
Los primeros experimentos produjeron tantas piezas imperfectas estropeadas en el horno, que las deudas aumentaron, a pesar del estímulo aristocrático, y los socios, al borde de la quiebra, se escabulleron, dejando los hornos, los obreros y la producción aún nacida en manos de un subordinado, Louis-François Gravant (fallecido en 1765). El mecenazgo continuado de Orry de Fulvy logró los primeros éxitos en el mercado parisino hacia 1745, y se consiguió una capitalización adicional esencial a través de un consorcio de veintiún agricultores fiscales de mentalidad progresista. El primer apoyo real directo llegó en forma de un privilegio para fabricar porcelana a la manera de Sajonia (porcelana de Meissen), firmado por Luis XV, el 24 de julio de 1745, a favor de Charles Adam, uno de los socios silenciosos. En 1745 se contrata al platero Jean-Claude Duplessis, que diseña para Vincennes jarrones que encarnan el robusto y equilibrado rococó francés.

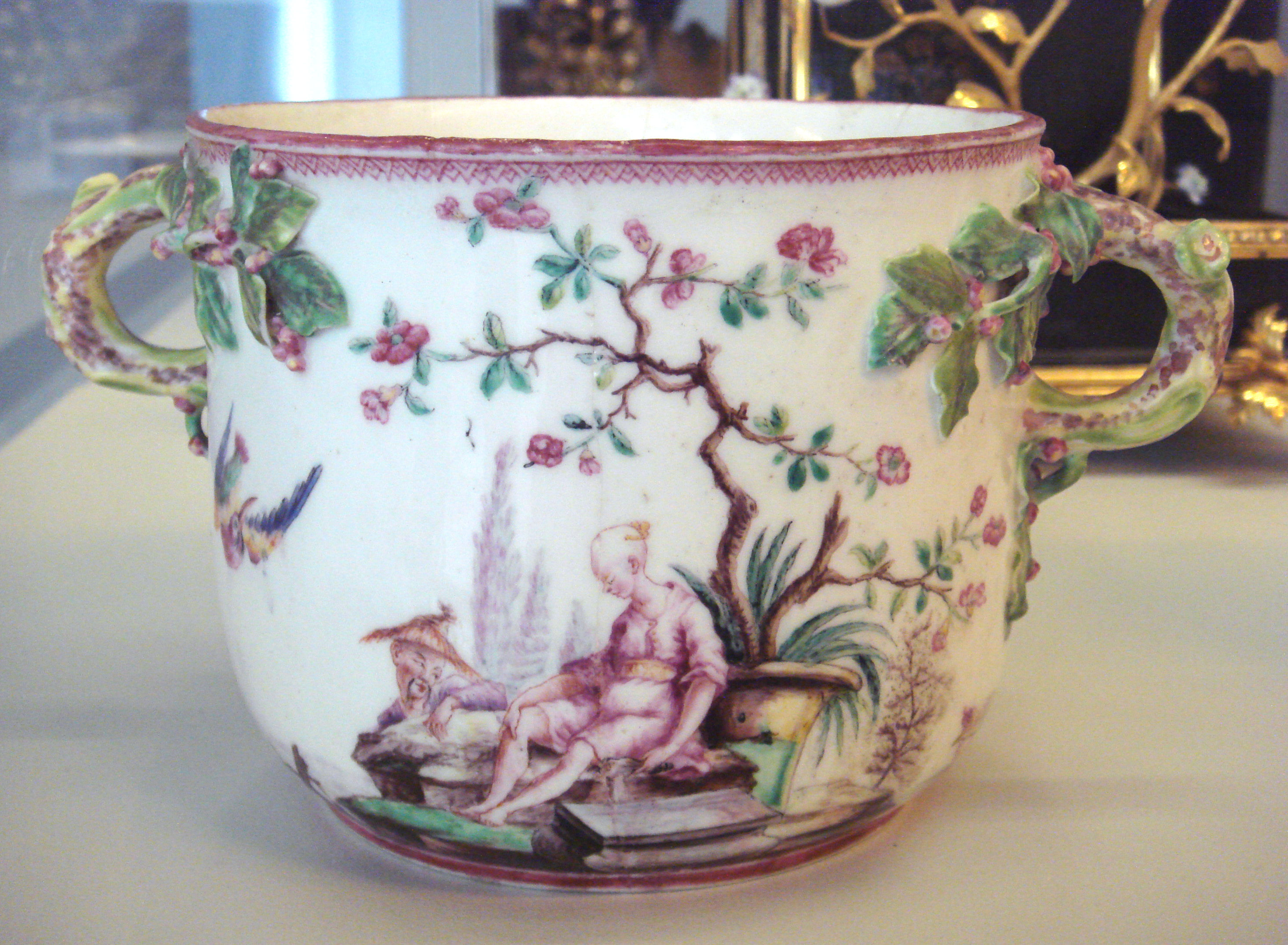
Recipiente de porcelana blanda de Vincennes, 1749-1753.

Además de artículos de té y vajillas, y jarrones decorativos, a menudo imitando la porcelana de Meissen - "al estilo de Sajonia, pintados y dorados y representando figuras humanas", decía la orden concedida por Luis XV-, la manufactura de Vincennes se especializó en la fabricación de flores naturalistas, que se incorporaban a ramos de flores o en aerosoles florales añadidos a lámparas de araña de bronce dorado colgadas de cristal tallado bajo la dirección de marchands-merciers parisinos, los únicos autorizados a combinar la producción de tantos gremios artesanales separados. Se contrató a escultores dotados para que proporcionaran modelos de esculturas de mesa, y en 1751 se introdujo una porcelana biscuit blanca, sin esmaltar, mate, que imitaba el mármol blanco.
En Vincennes se desarrollaron nuevos colores de esmalte, el bleu céleste, un azul cielo intenso, el bleu turquoise, el azul "turco" que fijó ese nombre de color en las lenguas europeas, y el bleu lapis oscuro que podía recubrirse con trazos de veteado dorado que disimulaban las variaciones del esmalte. La pintura esmaltada se aplicaba sobre los esmaltes cocidos, que se volvían a cocer a menor temperatura, y en Vincennes el refinamiento de sus técnicas comenzó a aproximarse al de las miniaturas. Los talleres de Vincennes perfeccionan el arte del dorado, aplicado sobre los esmaltes ya cocidos y cocidos a una temperatura aún más baja, para ofrecer objetos de lujo de una sofisticación nunca vista en Francia.

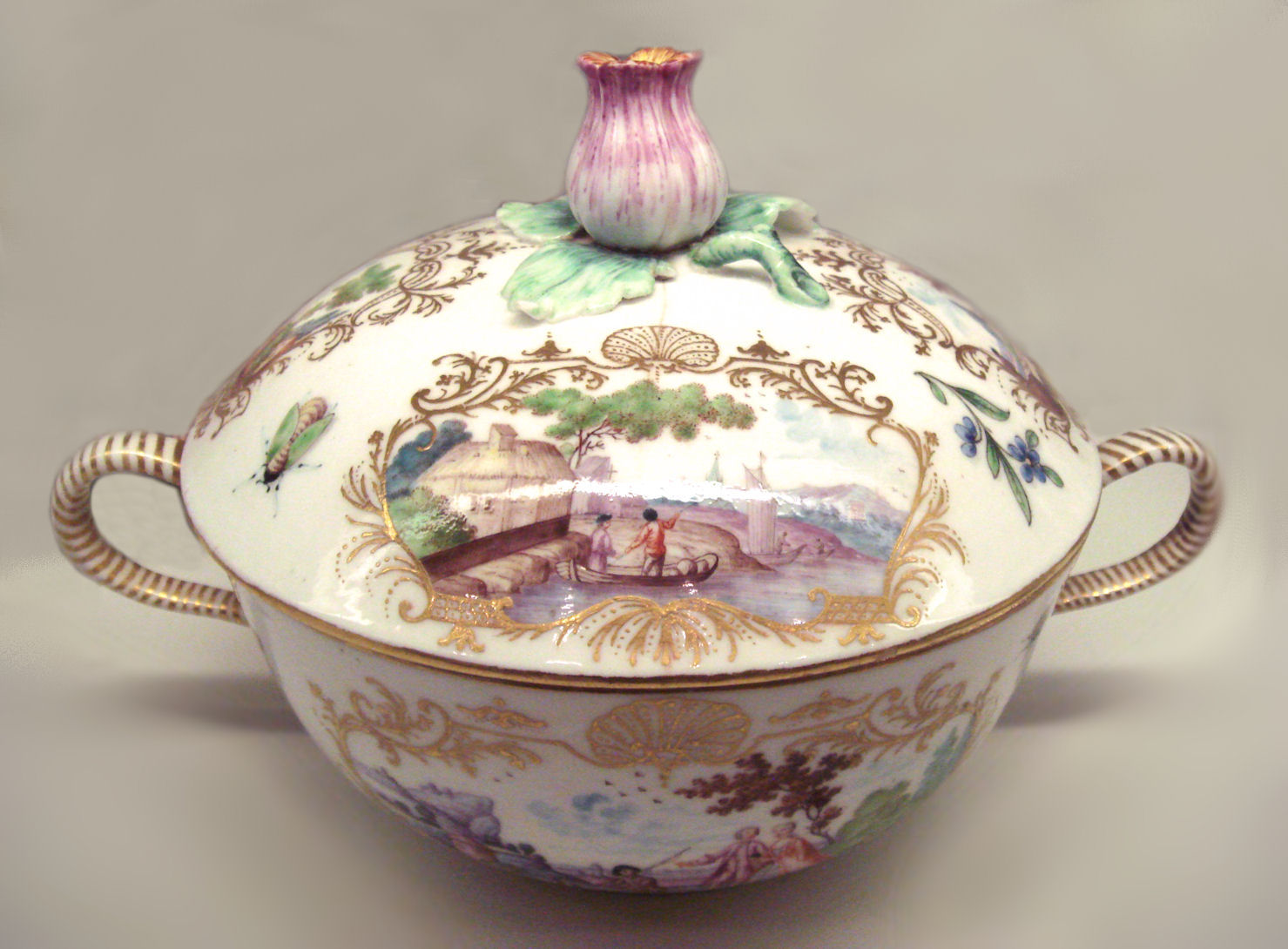
Porcelana blanda de Vincennes, 1749-1750.

En abril de 1748, la entrega a la reina Marie Leczinska de un jarrón de flores de porcelana de un metro de altura fue una dramática demostración pública en la Corte de las capacidades de la manufactura y, de paso, revela la intervención del marchand-mercier parisino, el único que podía encargar el bronce dorado en el que se había colocado el jarrón. El duque de Luynes describió el regalo:
"El Sr. de Fulvy, que sigue siendo el director de la fábrica de porcelana de Vincennes, hizo traer a la Reina un jarrón de porcelana, que le presentó en nombre de la empresa. Tres pequeñas figuras blancas, junto con un jarrón de porcelana, estaban montadas sobre un pedestal de bronce dorado. El jarrón contiene un ramo de flores también de porcelana. M. de Fulvy me dijo que el ramo contenía 480 flores. El jarrón, con su pedestal y las flores, medía un metro de altura. Sólo la montura de bronce costó 100 luises, y la porcelana otro tanto; es una obra perfecta en su género, tanto por la blancura como por la ejecución de las pequeñas figuras y las flores. Esta manufactura es ahora superior a la de Sajonia en la fabricación de flores".
La joven Delfina ordenó que se enviara un jarrón similar a su padre, Federico Augusto, elector de Sajonia, patrón de la "porcelana sajona" fabricada en Meissen. 

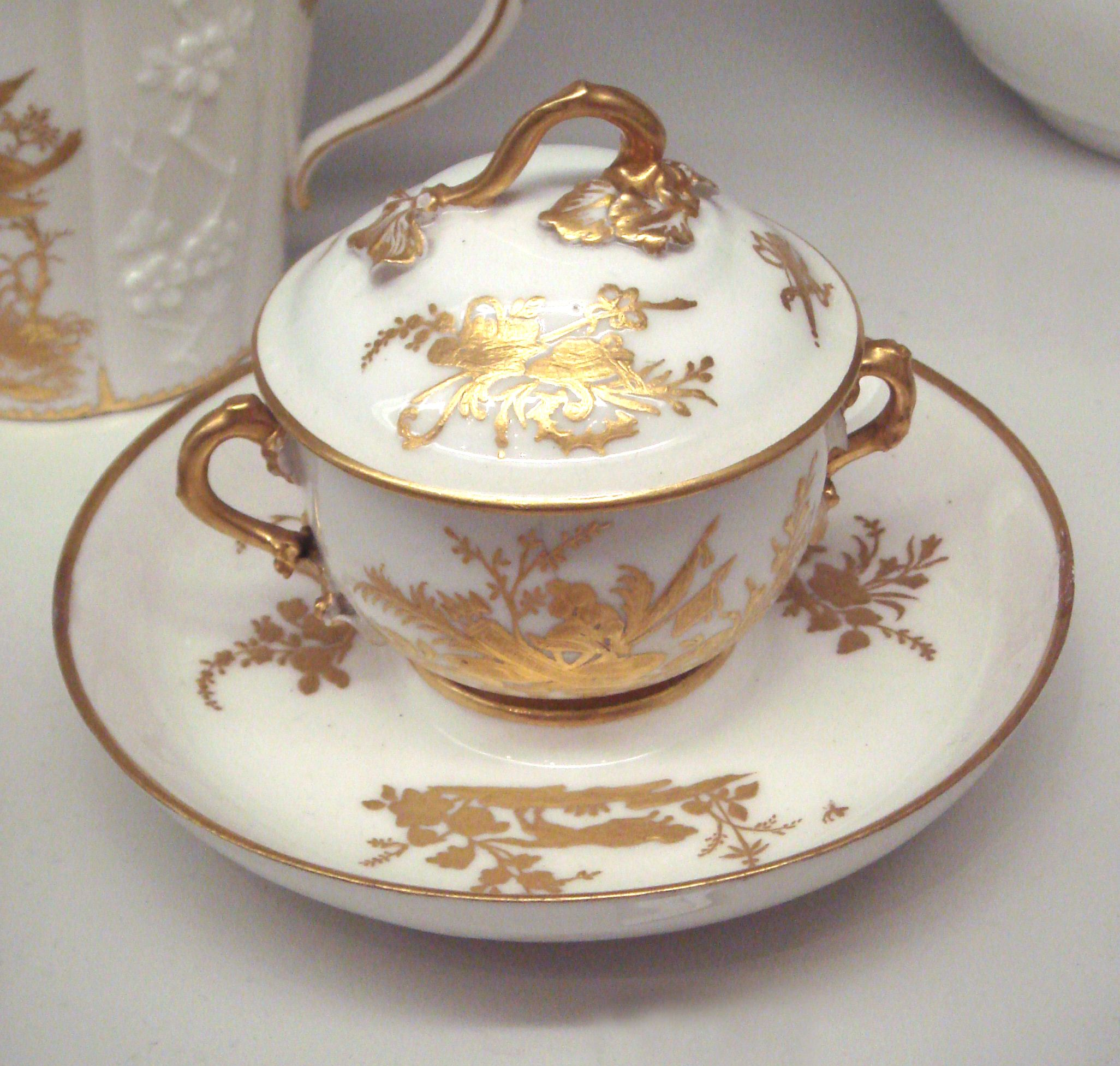
Taza de porcelana blanda de Vincennes, 1750-1752.

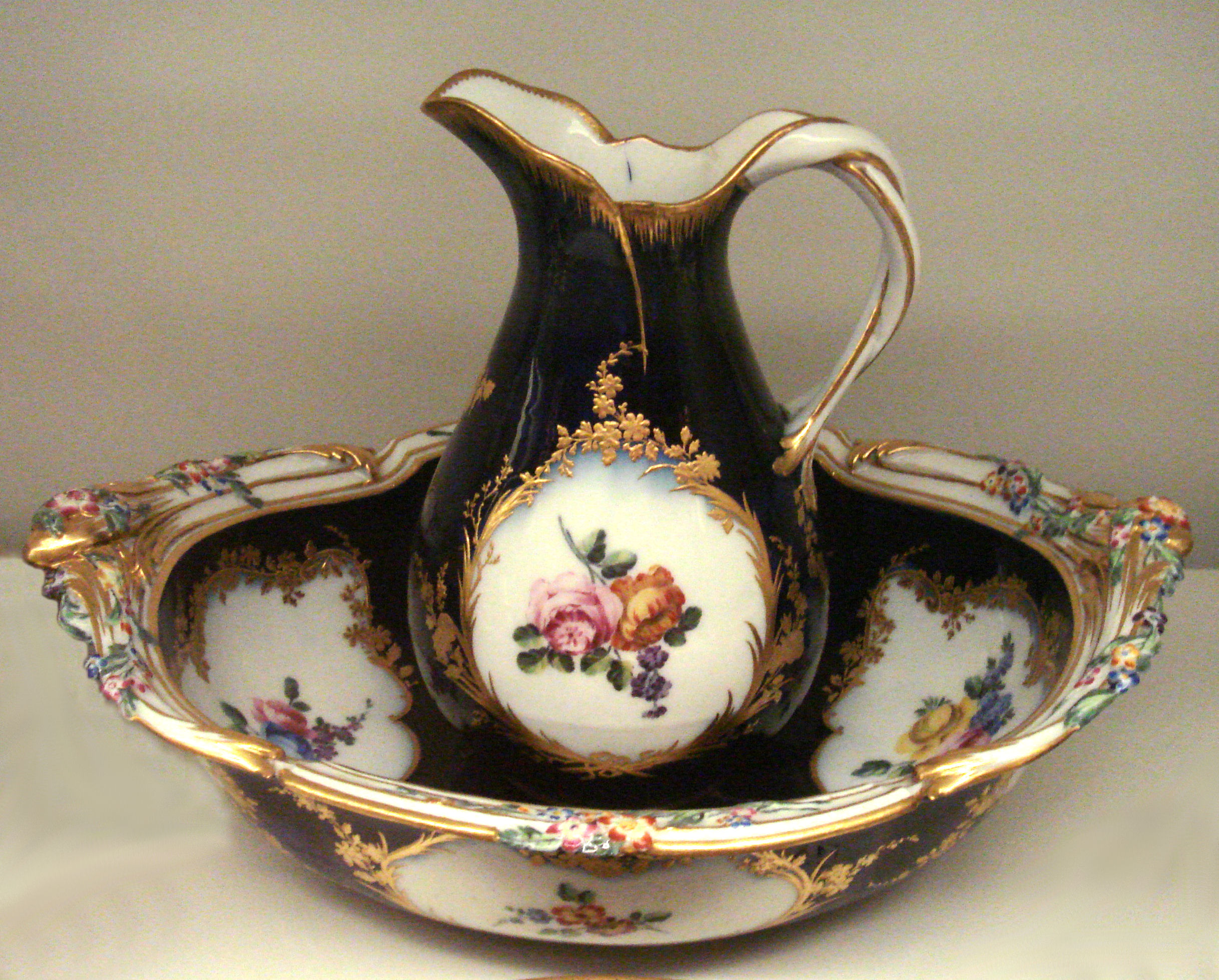
Jarrón de porcelana blanda de Vincennes, 1753.

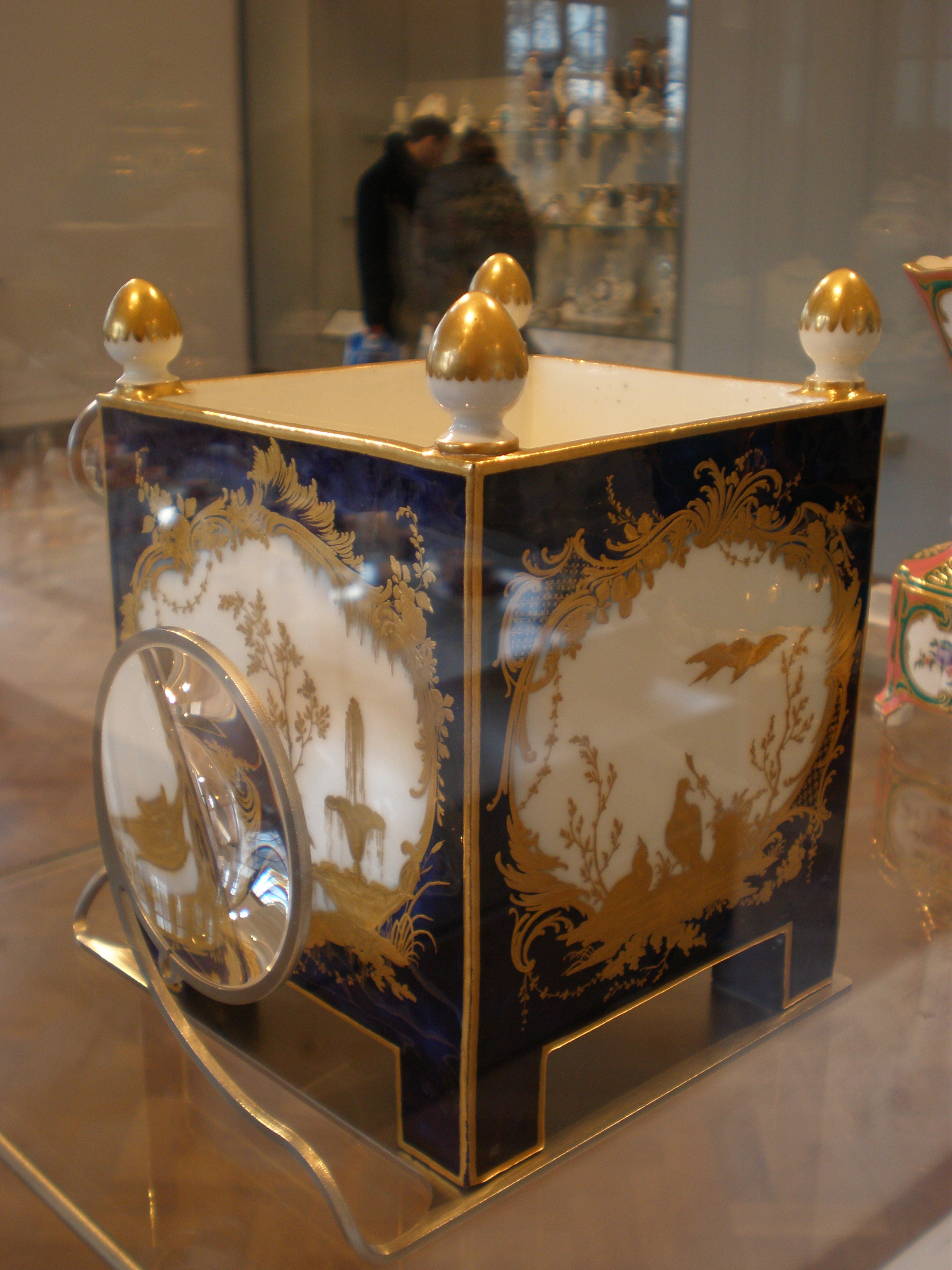
Maceta de Vincennes, c. 1753.

Las inesperadas muertes en 1750 y 1751 de ambos hermanos Fulvy crearon un impasse financiero que se resolvió cuando el Rey intervino e hizo de Vincennes objeto de mecenazgo real, aunque menos que una manufacture royale; continuó bajo el mecenazgo personal de Madame de Pompadour. Los jarrones cubiertos del modelo pot-pourri Pompadour fueron diseñados por Duplessisy fabricados a partir de 1752.El pintor Jean-Jacques Bachelier dirigió el taller de esmaltado a partir de 1751, y el químico Jean Hellot, autor de varias obras sobre metalurgia y Académicien, se encargó de las operaciones químicas, realizando investigaciones sistemáticas sobre arcillas, esmaltes y colores de esmalte. 
A partir de 1752, mediante un Edicto Real, se concedió a Vincennes el monopolio de las decoraciones policromadas, lo que redujo en cierta medida el campo de acción de las demás manufacturas. 

## Traslado a Sèvres (1756)
En 1756, la fábrica de porcelana de Vincennes se trasladó a Sèvres, al oeste de París, hasta que en 1759, ante la amenaza de quiebra de la empresa, el rey la compró en su totalidad, iniciando la carrera de la mundialmente famosa porcelana de Sèvres, surgida directamente de Vincennes. En 1757, Étienne Maurice Falconet fue nombrado director del taller de escultura, cuando Vincennes se convirtió oficialmente en una manufactura real de porcelana. El procedimiento de introducción de las marcas de fecha y de los pintores y doradores, que ha hecho posible un conocimiento detallado de los estilos individuales de Sèvres, se inició en Vincennes, en 1753.

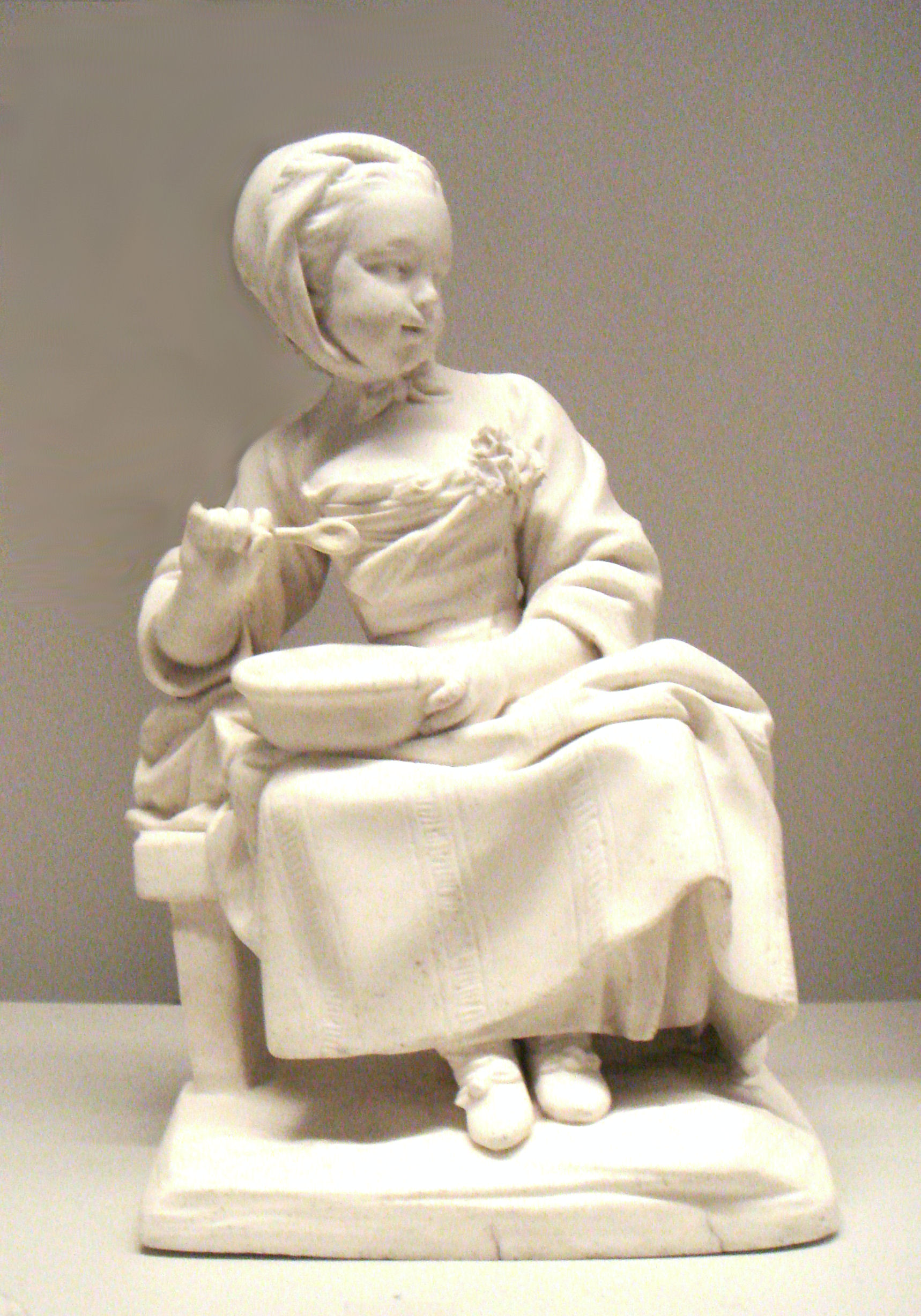
Porcelana bisque de pasta blanda de Vincennes 1754-1755.

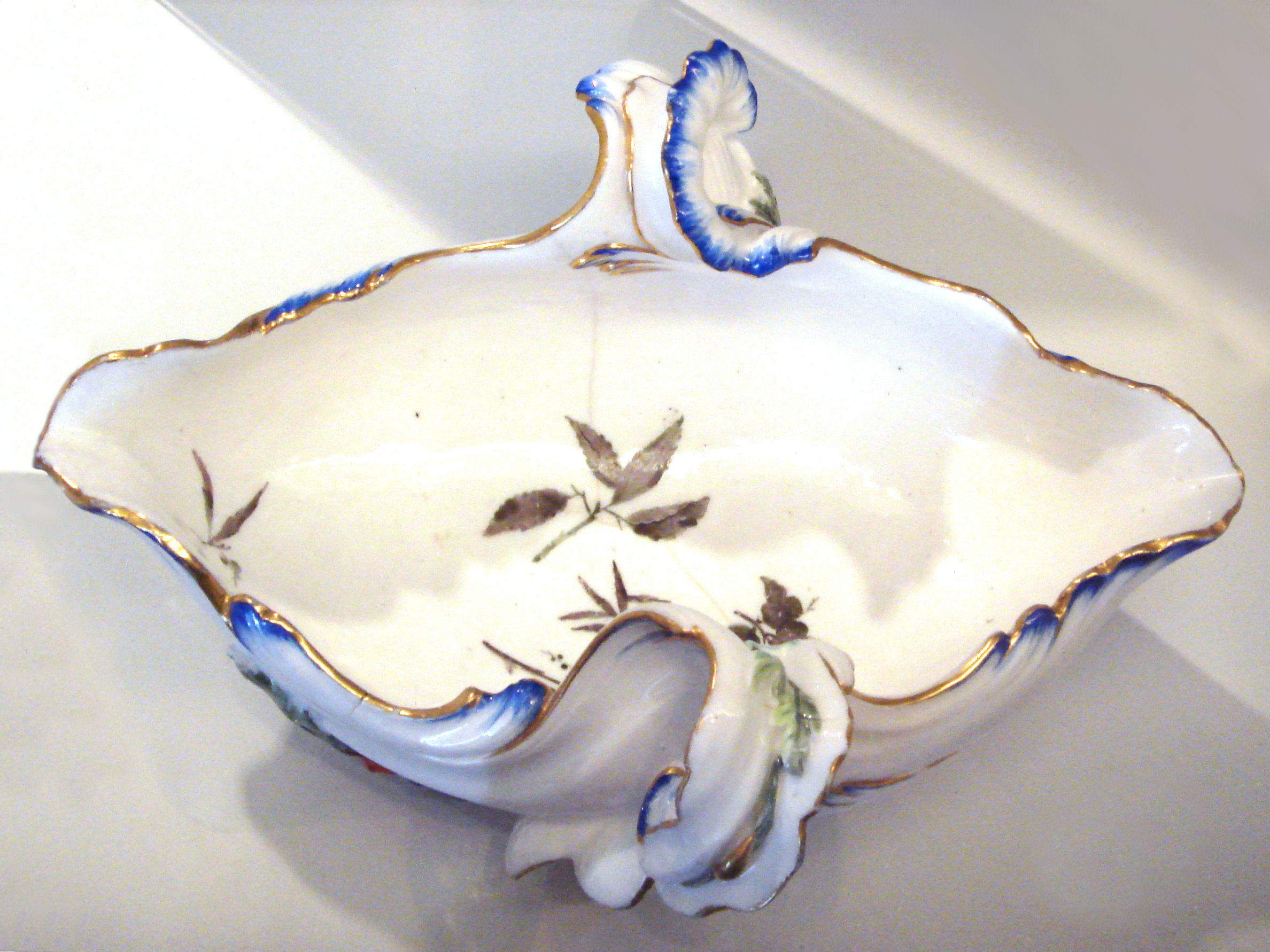
Salsera de Jean-Claude Chambellan Duplessis, Vincennes, 1756.

Las flores de porcelana siguen constituyendo el grueso de las ventas de Vincennes: La señora de Pompadour, cuyo castillo de Bellevue no estaba lejos del nuevo emplazamiento, las compró profusamente para decorar sus habitaciones, y la anécdota de d'Argenson de que recibió allí a Luis XV en un invernadero amueblado en invierno con flores de porcelana perfumadas entre las del invernadero, es conocida; el inventario posterior a su muerte mostró que poseía 46 objetos decorativos decorados con flores de porcelana. 

## Otras lecturas
- Tamara Préaud, ed. Porcelaines de Vincennes: les origines de Sèvres, catálogo de la exposición, Grand Palais, octubre de 1977 - enero de 1978
- Sassoon, Adrián, 1991. Catálogo de porcelana de Vincennes y Sèvres en el Museo J. Paul Getty (Malibu) 1991ISBN 0-89236-173-5